# E-Plus
E-Plus – były operator telefonii komórkowej i była z marek jego sieci w Niemczech. W 2014 został całkowicie przejęty przez konkurencyjną sieć o2.

## Działalność
Operator otrzymał licencję na rezerwację częstotliwości GSM 1800 w 1993 roku i miał na nią wyłączność przez następne 3 lata. Początkowo, od 1994 roku, E-Plus świadczył swoje usługi jedynie w dużych miastach, zwiększając z czasem gwałtownie zasięg swojej sieci. Mimo tego faktu, sieć nadal postrzegana była jako nie oferująca zadowalającego zasięgu. Niejako w ramach rekompensaty, operator zdecydował się znieść opłaty za odsłuchiwanie poczty głosowej, a także wprowadził naliczanie 6-sekundowe (wówczas standardem było naliczanie minutowe).
Jako drugi operator w kraju, po T-Mobile, wprowadził taryfę przedpłaconą.
Od 2000 roku spółka należała do holenderskiego koncernu KPN Mobile. Zaowocowało to między innymi wprowadzeniem marki Base w 2005 roku. Operator obsługiwał także markę MTV Mobile na terenie Niemiec.
Od 1 lutego 2010 roku większość usług operatora (usługi abonamentowe i przedpłacone) zmieniło markę na Base.
1 października 2014 Telefónica przejęła E-Plus i zakończyła tym wszystkie działalności marek E-Plus i Base.
E-Plus był także operatorem sieci i właścicielem marki Simyo.

### EBITDA
| Rok gospodarczy | mln euro |
| --------------- | -------- |
| 2004            | 700      |
| 2005            | 673      |
| 2006            | 905      |
| 2007            | 1113     |
| 2008            | 1245     |
| 2009            | 1333     |
| 2010            | 1374     |
| 2014            | 1353     |

### Liczba klientów
| 31.12. | Klienci (w mln) | Udział w rynku |
| ------ | --------------- | -------------- |
| 1994   | 0,030           | 1,7%           |
| 1995   | 0,196           | 6,3%           |
| 1996   | 0,520           | 10,4%          |
| 1997   | 1,005           | 12,9%          |
| 1998   | 2,044           | 17,1%          |
| 1999   | 3,800           | 16,3%          |
| 2000   | 6,600           | 13,7%          |
| 2001   | 7,500           | 13,3%          |
| 2002   | 7,350           | 12,4%          |
| 2003   | 8,206           | 12,7%          |
| 2004   | 9,505           | 13,3%          |
| 2005   | 10,742          | 13,6%          |
| 2006   | 12,654          | 14,8%          |
| 2007   | 14,807          | 15,3%          |
| 2008   | 17,777          | 16,81%         |
| 2009   | 18,987          | 17,54%         |
| 2010   | 20,427          | 18,77%         |
| 2011   | 22,717          | 19,91%         |
| 2012   | 25              | 23,91%         |